# Droga krajowa nr 115 (Kostaryka)
Droga krajowa nr 115 (hiszp. Ruta Nacional Secundaria 115/Ruta 115) – jedna z dróg krajowych w Kostaryce. Znajduje się ona w prowincji Heredia.

## Opis
W prowincji Heredia droga krajowa nr 113 przebiega przez kanton San Pablo (przez dystrykt San Pablo).